# مارك ستيل
مارك ستيل (13 نوفمبر 1976 في المملكة المتحدة - ) (بالإنجليزية: Mark Steele)‏ هو لاعب كريكت بريطاني. لعب مع نادي مقاطعة ستافوردشاير للكريكت ‏.

## وصلات خارجية
- مارك ستيل على موقع إي آس بي آن كريك إنفو (الإنجليزية)